# Deltocyathus taiwanicus
Deltocyathus taiwanicus is een rifkoralensoort uit de familie van de Deltocyathidae. De wetenschappelijke naam van de soort is voor het eerst geldig gepubliceerd in 1987 door Hu.